# Stelis oaxacana
Stelis oaxacana là một loài thực vật có hoa trong họ Lan. Loài này được Solano miêu tả khoa học đầu tiên năm 1993.